# Coxsone Dodd
Clement Coxsone Dodd, Clement Seymour Dodd, (26 januari 1932 i Kingston, Jamaica - 5 maj 2004), var en pionjär inom reggaemusiken som av många var ansedd som reggaens viktigaste person. Grundare av den legendariska studion "Studio One" i Kingston. 
Han startade under mitten av 1950-talet ett s.k. sound system, ett musikaliskt sällskap med tillhörande portabelt ljudsystem. Sällskapet spelade amerikansk jazz (New Orleans jazz) och lät en s.k. DJ sjunga en improvisationsbaserad sång över musikstycket. Dodds stora konkurrent Duke Reid som var ägare av öns andra sound system. Ibland kunde det anordnas tävlingar dessa två sällskap emellan, "sound clashes" som likt hiphopens battles går ut på att besegra motståndaren genom att vinna publikens jubel. 
Medan 50-talet led mot sitt slut ökade efterfrågan på denna speciella musikstil. Dodd och hans rivaler började spela in lokala förmågor, till en början enbart för att användas som exklusivt material vid systemens live-shower. Men efterfrågan ökade och dessa började tryckas upp i större kvantiteter. Dodds första släpp som producent var "Shufflin' Jug" en calypsosingel med Clue J and His Blues Blasters. 1959 släpptes den legendariska singeln "Easy Snappin'" med sångaren Theophillus Beckford som anses vara den första inspelade reggaelåten. Easy Snappin blev extremt populär och förblev etta på hitlistan i nästan två år. Denna singel är en värdefull raritet idag. 
Clement Coxsone Dodd har sedan dess släppt oändligt med inspelningar från hans Studio One. Många av Jamaicas kändaste "riddims" kommer från Coxsone och hans husband Sound Dimension. Exempel på dessa är Real Rock, Rockfort Rock och Drum Song. Dodd har även spelat in de flesta av öns populäraste artister, t. ex. Bob Marley, Toots and the Maytals och Delroy Wilson. Lone Ranger, en av Dodds sångare, påstår i dokumentärfilmen The Studio One Story från 2004 att The Heptones On Top är den bästa skivan producerad av Dodd. Utan denne man hade troligtvis inte musikstilen reggae existerat idag. Han sysslade med Studio One till hans död, år 2004.